# Karolin Kandler

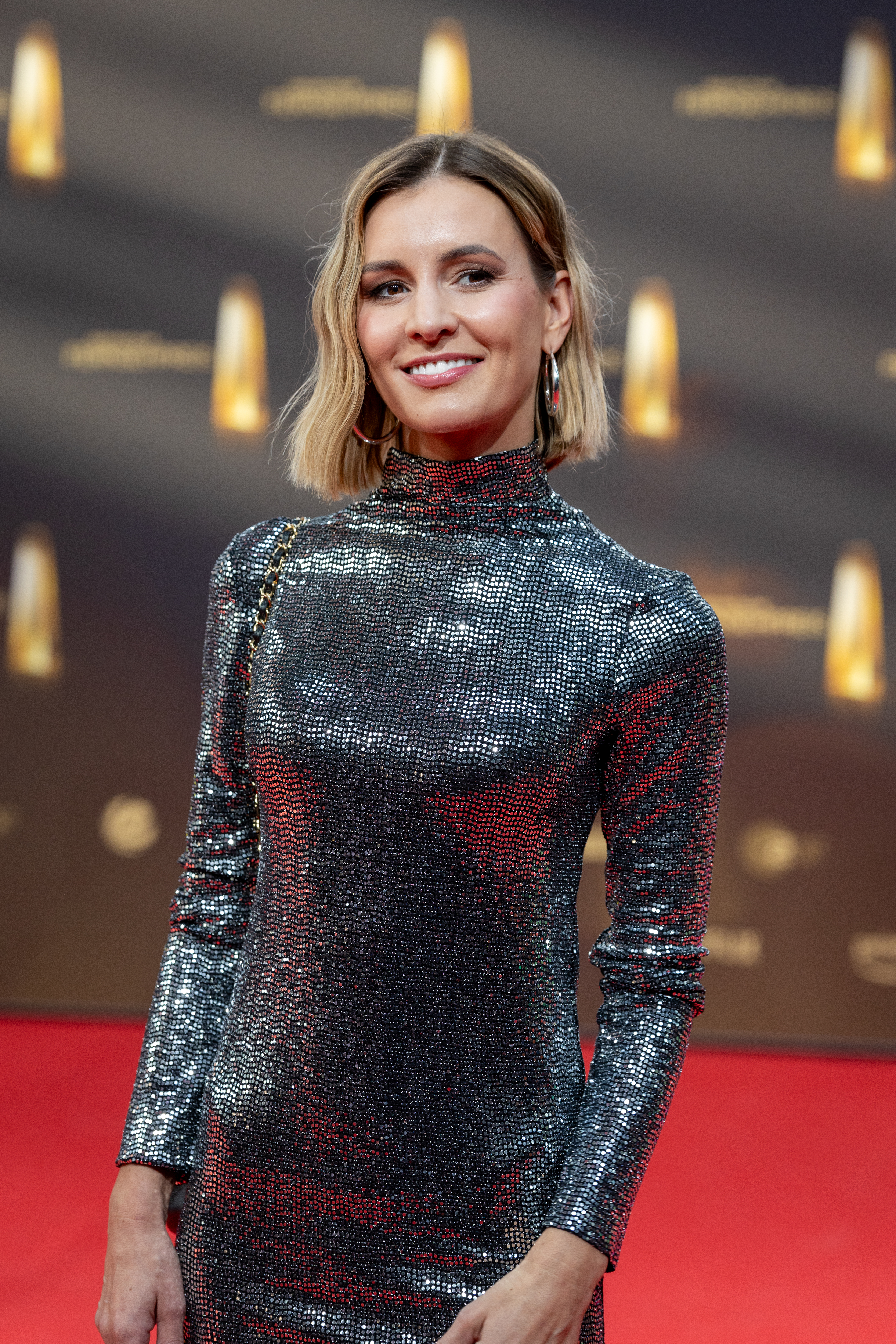
Karolin Kandler (2023)

Karolin Kandler (geb. Oltersdorf; * 20. September 1985 in Lübz) ist eine deutsche Journalistin, Nachrichtensprecherin und Fernsehmoderatorin.

## Leben und Karriere
Kandler wuchs in Mecklenburg-Vorpommern auf und machte 2005 am Gymnasium in Lübz ihr Abitur.
Nach dem Abitur begann Kandler ein duales Studium, bestehend aus der Ausbildung zur Bankkauffrau bei der Deutschen Bank in Kombination mit dem Studiengang International Business Administration an der HSBA Hamburg School of Business Administration. Das Studium schloss sie 2008 ab.
Von 2009 bis 2011 volontierte Kandler bei münchen.tv und nahm Sprechtraining. Im Anschluss daran war sie von 2012 bis 2013 Moderatorin, Redakteurin und Reporterin beim Deutschen Anleger Fernsehen. Von 2013 bis März 2018 war sie Moderatorin beim Fernsehsender Sky Sport News HD. Ab dem 5. April 2018 moderierte sie zeitweise auf tagesschau24. Ihre erste Tagesschau in der ARD sprach sie am 8. April 2018. Sie kehrte außerdem zur Sportmoderation zurück; am 4. September 2022 gab sie ihr Debüt als Moderatorin des Sportblocks in den Tagesthemen. Am 23. Oktober 2022 moderierte sie ihre letzte Nachrichtenschicht bei tagesschau24. Seit November 2022 war sie für ProSieben Newstime tätig, die sie seit Januar 2023 als Anchorwoman führte. Seit Mitte Juni 2023 ist Kandler in der gleichnamigen Nachfolgesendung :newstime in derselben Position für ProSiebenSat.1 tätig.

## Privates
Kandler ist seit Dezember 2015 mit dem Unternehmer Thomas Kandler verheiratet und hat mit ihm einen Sohn (* 2016) sowie eine Tochter (* 2021). Sie lebt mit ihrer Familie in München.